# تفرجگاه خارزنج
تفرجگاه خارزنج نام تفرجگاهی کوهستانی در ۴ کیلومتری شمال خلیل‌آباد، استان خراسان رضوی است که دارای ۳ چشمه آب‌گرم، آبشارها و رودخانه است.